# Spoletta (armamento)

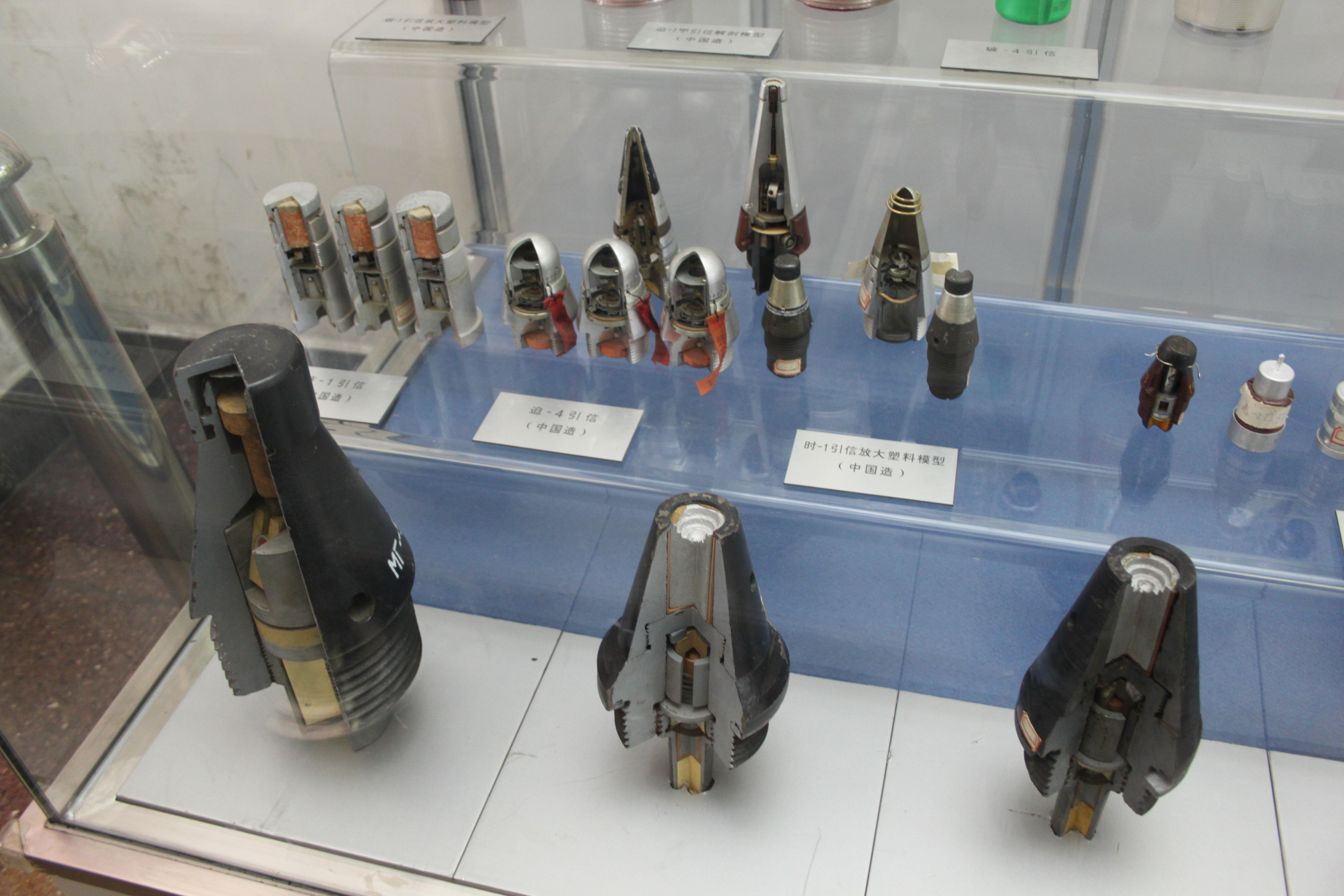
Spolette moderne per granate d'artiglieria (in primo piano), sezionate a scopo espositivo.

La spoletta, nel campo delle armi è il congegno destinato ad attivare l'accensione della carica interna esplosiva nei proiettili cavi d'artiglieria (palle scoppianti o granate, a seconda delle epoche storiche, in gergo militare detti proietti per distinguerli da quelli d'arma individuale leggera), nelle bombe  e nei missili balistici provocandone la detonazione.

## Storia
Varie ditte hanno, agli inizi del XX secolo, costruito spolette a movimento d'orologeria o a tempo meccanico. Nell'aeronautica furono introdotte spolette a funzionamento istantaneo, brevemente ritardato o a lungo ritardo.
Quelle dotate di breve ritardo provocano lo scoppio della bomba quando questa è già penetrata: la profondità della penetrazione dipende dalla natura e dalle dimensioni della bomba, dalle condizioni sotto cui si verifica l'urto, dalla natura del mezzo urtato, dall'entità del ritardo. Tale penetrazione, utile quando si debbano ricercare effetti di sconvolgimento ed azioni di mina, riesce invece dannosa quando si debba agire contro truppe, contro mezzi moventi o semoventi, contro batterie piazzate allo scoperto; in generale contro bersagli animati alla superficie del suolo.
Per l'arma aerea, come per l'artiglieria, bisogna in tal caso ricorrere alle spolette istantanee, in cui la grande leggerezza dell'organo urtato permette un funzionamento rapidissimo, tale da assicurare lo scoppio prima che la bomba possa interrarsi. Sono state studiate spolette per bombe a lungo ritardo, anche di alcune ore, in certi casi richieste dalle esigenze tattiche.

Esse furono usate per l'attacco di banchine, dighe di ritenuta, moli, canali e simili bersagli e nelle città o impianti industriali per ingenerare panico e uccidere il personale che provvedeva al loro disinnesco. Gettando un certo numero di ordigni di questo tipo, provvisti di ritardi diversi,  frammisti alle bombe con funzionamento istantaneo si sono potuti produrre gravi danni alle opere attaccate, non solo, ma anche impedire una efficace opera di riparazione.
La ricerca di spolette in grado di esplodere in vicinanza del bersaglio era diventata impellente per contrastare lo sviluppo dell'arma aerea. Nei primi anni trenta del XX secolo gli studi negli Stati Uniti d'America ed in Gran Bretagna si focalizzarono su un dispositivo elettronico in grado di sopportare lo stress del lancio del proiettile.
La prima spoletta di prossimità realmente efficiente fu basata sul principio del radar, in grado di emettere un segnale radio e riceverne l'eco, sviluppata dall'agosto del 1940 dal National Defense Research Committee statunitense in collaborazione con i ricercatori britannici, fu introdotta nel settembre 1941.
Durante la seconda guerra mondiale, i Bell Laboratories produssero un fototubo in grado di essere installato nell'ogiva di un proiettile d'artiglieria che fu utilizzato con alcuni successi nelle prime fasi dei bombardamenti diurni durante la battaglia d'Inghilterra.Si basava sulla differenza di luminosità percepita dal fototubo quando incontrava l'ombra dell'aeroplano. Chiaramente era inutilizzabile di notte e con tempo molto nuvoloso.

## Tipologie storiche
Ne furono create nel corso della storia vari tipi:
- La spoletta da bomba, formata da un cilindro di legno dolce leggero, vuoto all'interno e riempito di una mistura lenta composta di polverino, salnitro e zolfo. Con questo cilindro si tura la bocca della bomba e così, accendendo l'estremità esterna di esso, si comunica lentamente il fuoco alla carica interna della bomba stessa, la quale non deve scoppiare fino al raggiungimento del bersaglio.
- La spoletta da granata, simile alla precedente, ma di proporzioni inferiori, in ragione della minore larghezza della bocca della granata stessa.
- La spoletta a fuoco morto, nella quale la mistura della carica è fatta in modo che non si veda il lampo dell'esplosione, al fine di evitare che venga individuata la direzione di provenienza del proietto. Generalmente la mistura è una composizione di polveraccio con poca cenere.

## Classificazione delle moderne spolette
A loro volta le spolette si dividono in:
- Spolette a tempo, dotate di un congegno che causa l'esplosione dopo un intervallo di tempo preordinato. Sono classificate secondo il metodo usato per stabilire l'intervallo di tempo.
  - Spoletta pirica: si attiva in funzionamento della munizione, alla fine di un dato tempo, misurato a partire dall'istante in cui il proietto viene lanciato dal pezzo. All'atto dello sparo, si accende la mistura pirica contenuta in un lungo vano cilindrico, che con la sua estremità comunica con la carica del proietto. L'accensione della mistura si provoca, per mezzo di una graduazione, in un punto del vano cilindrico, più o meno vicino alla carica del proietto, a seconda della distanza fra il pezzo e il bersaglio. L'inventore di questa spoletta fu il maggiore italiano d'artiglieria Bazzichelli; venne adottata con il nome di Spoletta modello 1876. Nel suo interno, ad un cannello circolare si può adattare una miccia ripiegata ad anello, ed una punta contro la quale va a percuotere la capsula fulminante contenuta nella massa battente. Nell'interno vi è una cavità piena di polvere ed un canale obliquo che la mette in comunicazione colla miccia. La testa della spoletta internamente è attraversata da un foro cilindrico contenente un percuotitoio cilindrico contenente alla base l'innesco. La testa si può far girare a mano sul corpo della spoletta e si può quindi portare il tubo che riceve la vampa della capsula alla miccia stessa può essere accesa più o meno vicino alla sua estremità comunicante colla carica del proietto, e quindi questo scoppierà alla distanza prestabilita.
  - Spoletta ad orologeria, dotata di un innesco meccanico attivabile da un piccolo congegno ad orologeria. Si imposta quest'ultimo, mediante strumento manuale detto graduatore di spoletta (una sorta di chiave a settore con scala graduata), sul tempo di ritardo del funzionamento misurato a partire dall'istante in cui il proietto, lanciato dal pezzo, perde per effetto della rotazione la spina di sicurezza che impediva l'avvio del meccanismo.
  - Spoletta chimica Spoletta a funzionamento ritardato dall'azione corrosiva di un agente chimico rilasciato in seguito all'urto. Dalla durata non precisamente definibile, anche molto lunga, vengono utilizzate per ostacolare le opere di soccorso e ricostruzione. Viene giudicata molto rara, ma nel 2024 ne è stata rinvenuta una nella golena del Po, che ha richiesto l'evacuazione dei residenti per 144 ore prima che il Genio potesse farla brillare.[5]
  - Spoletta differita: agiscono dopo un lungo ritardo (Delay Fuze). Furono inventate da Ugo Cerletti nel 1916 ma mai impiegate dall'Italia.
- Spoletta barometrica, si attiva in fase di discesa del proietto verso il bersaglio ad una preimpostata altitudine, rilevata per l'appunto da un barometro a mercurio interno. Già in uso nella Grande Guerra. Nel caso di proietto inesploso richiede disattivazione in loco poiché traslarlo in ubicazione ritenuta più idonea al brillamento o disinnesco, seppur con tutte le precauzioni, può provocarne l'esplosione qualora si raggiunga inconsciamente la quota altimetrica preimpostata.
- Spoletta a percussione: funziona al momento dell'urto del proietto contro qualche bersaglio resistente, che lo arresti immediatamente, o quanto meno ne diminuisca in modo breve, immediato e sensibile la velocità di corsa. L'accensione è generalmente ottenuta per mezzo di un innesco fulminante, ed acceso dal diretto urto contro il bersaglio, oppure dall'urto per inerzia di una massa battente quando il proietto impatta, si arresta o rallenta la corsa. Queste spoletta innescano immediatamente la carica interna del proietto e sono dette istantanee o con brevissimo ritardo (0,05 secondi in genere) quindi sono dette ritardate, per permettere alla munizione di penetrare una trincea o una fortificazione, prima di esplodere.
- Spoletta istantanea Evoluzione della spoletta a percussione, si compone di cappello di contatto montato sull'ogiva del proietto che esplode al minimo urto ricevuto; per la sua evidente pericolosità, è dotata di una sicura che si disattiva dopo il lancio armando la spoletta .
- Spoletta a doppio effetto: è quella che può funzionare a tempo ed a percussione. Si può dire che rappresenta una spoletta di sicurezza in quanto se il funzionamento non avviene nel tempo preimpostato, la munizione funziona ad impatto, avendo quindi un'efficacia anche se secondaria. In generale oggi tutte le spolette a tempo hanno anche la possibilità dell'accensione istantanea per urto. Questo è indispensabile non tanto per qualche raro fallimento della sequenza di accensione a tempo, ma perché se viene commesso qualche errore nel calcolo del tempo di intervento o nella sua regolazione sulla spoletta (con apposita chiave) la granata non sarà inutile del tutto.
- Spoletta di prossimità: dotata di sensori radar, in grado di funzionare in prossimità del bersaglio, rilevato durante la traiettoria, senza venirne a contatto.

## Sicurezza
La sicurezza nelle spolette è, per ovvi motivi, di fondamentale importanza.
Devono garantire la sicurezza delle munizioni durante il loro immagazzinamento, trasporto, montaggio sulla granata e caricamento nella bocca da fuoco, esse quindi non devono intervenire neanche se sottoposte a violenti urti o scossoni.
Sapendo che l'ignizione parte sempre da un composto chimico che viene appunto acceso per urto/compressione si comprende l'importanza dei congegni che garantiscono la sicurezza.
In sostanza la spoletta è attivata solo dopo un certo tempo che è uscita dalla bocca da fuoco.
Sono stati attuati a questo scopo vari congegni di natura meccanica.
Per esempio masse metalliche che per effetto della rotazione del proietto si spostano verso la periferia e aprono i condotti per il passaggio della fiamma; anelli metallici che per effetto d'inerzia alla uscita del proietto arretrano e permettono il libero movimento della massa battente che all'impatto con il terreno accenderà la carica.